# Lutte antichar

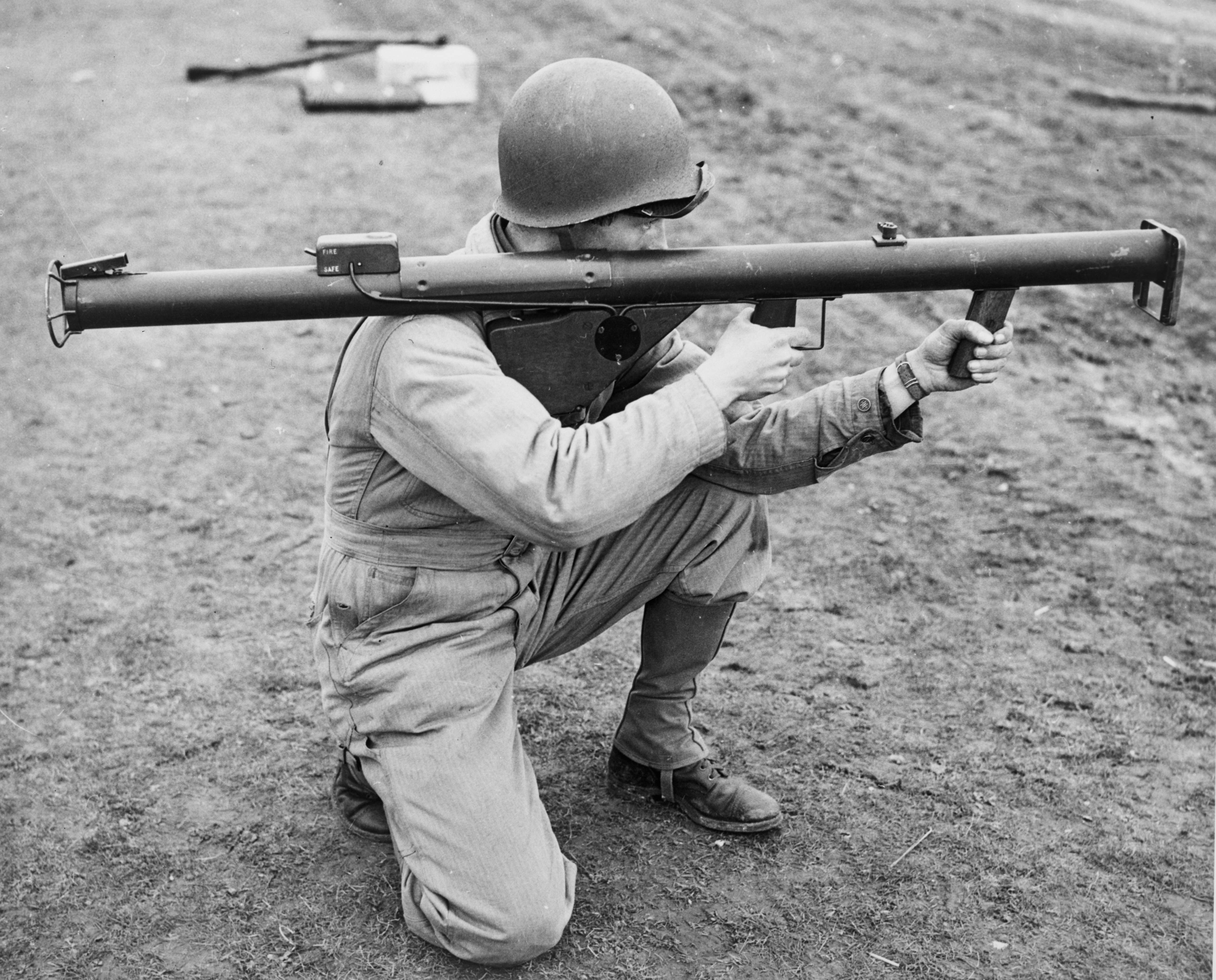
Soldat américain équipé d'un Bazooka M1.

Le terme lutte antichar désigne les moyens militaires mis en œuvre pour combattre les véhicules blindés. Elle est née de la nécessité de développer une technologie et des tactiques pour détruire les chars pendant la Première Guerre mondiale.

## Durant la Première Guerre mondiale
L'apparition des premiers chars lors de la bataille de la Somme, le 15 septembre 1916, marque une avancée significative dans l'évolution des champs de bataille. Cependant l'attaque des Mark I échoue, dû au nombre insuffisant de chars déployés (une cinquantaine environ), de leur manque de fiabilité au niveau mécanique, et de leur blindage faible à cette époque. En tir direct, ils sont vulnérables aux obus explosifs des canons de campagne.
Une première approche du combat antichar se met en place : les tranchées de première ligne sont élargies, des canons de 77 mm sont placés très en avant pour effectuer des tirs directs contre les blindés, et une cartouche en acier pour fusils et mitrailleuses est développée, la 7,92 K (K bullet (en)). Apparaissent aussi les dents de dragon (parfois reliées entre elles par des câbles), des fossés antichars ; des murs en béton dans lesquels sont scellés des obstacles verticaux ou obliques faits de rails de chemin de fer.

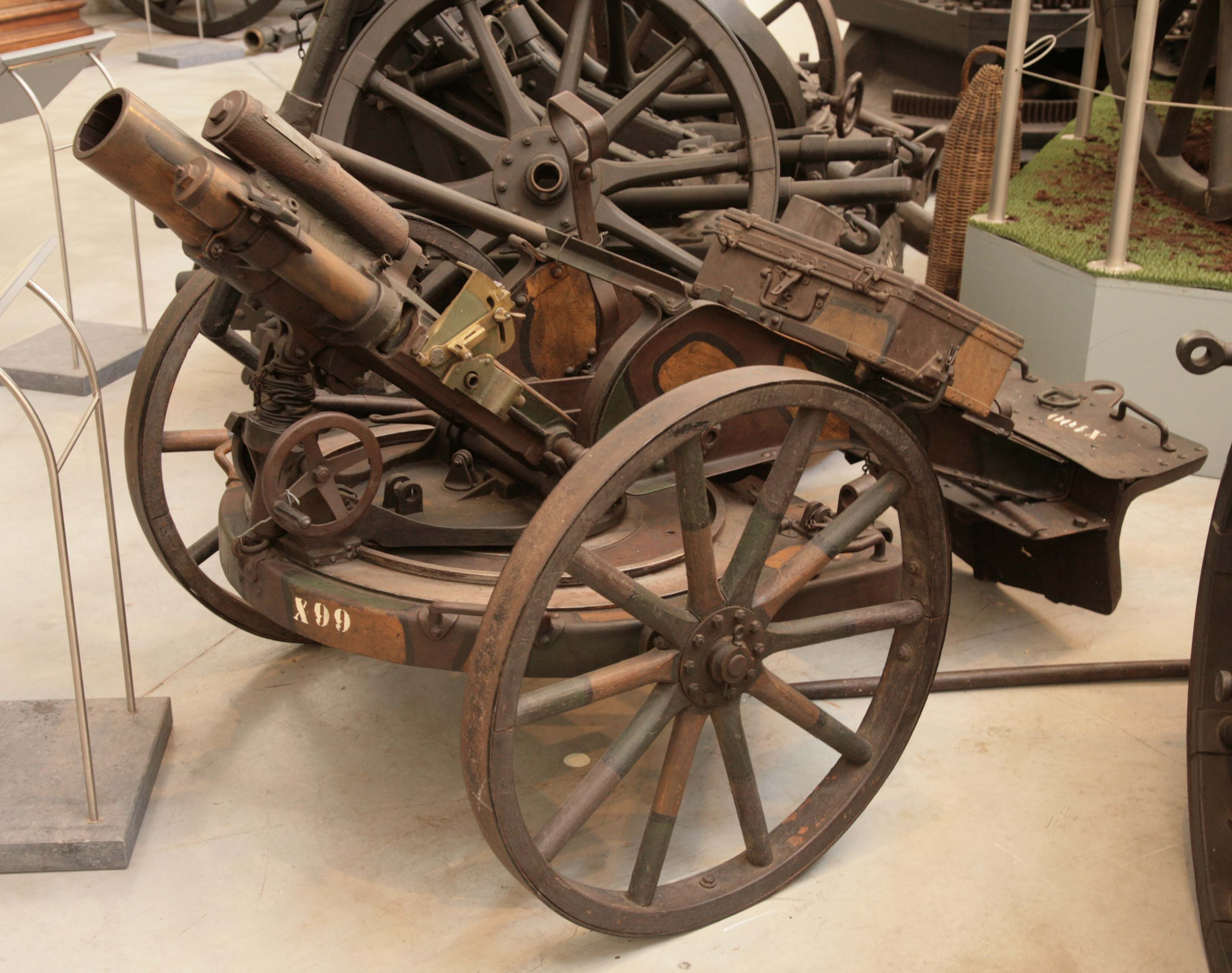
Minenwerfer de 76 mm allemand.

En 1917 apparaît le premier canon antichar de l'Histoire, spécialement étudié pour ce rôle, le 7,7cm NKK. Pesant 845 kg et étant difficile à manœuvrer, il est rapidement remplacé par des canons plus légers, d'infanterie ou de montagne, tels le 7,5 cm M15, mais les obus qu'ils utilisent ont une faible vitesse initiale (350 m/s pour le M15, contre 465 m/s pour le NKK), et sont peu performants contre les blindés. Ke Minenwerfer « 7,6 cm IMW n/A », muni d'une bêche, sera aussi utilisé afin d'effectuer des tirs directs.
Un type de véhicule se révèle efficace dans la chasse aux chars, lorsque les conditions s'y prêtent : le canon antiaérien mobile, monté sur un véhicule à roues. Il en existe plusieurs modèles, tel le « Krupp-Daimler 7,7 cm FlaK ». En 1919 apparut le « Krupp-Daimler KD 1 Kw. 19 », étudié pendant le conflit, produit à 28 exemplaires et utilisé jusqu'en novembre 1938 sous le nom de Sd.Kfz. 1.

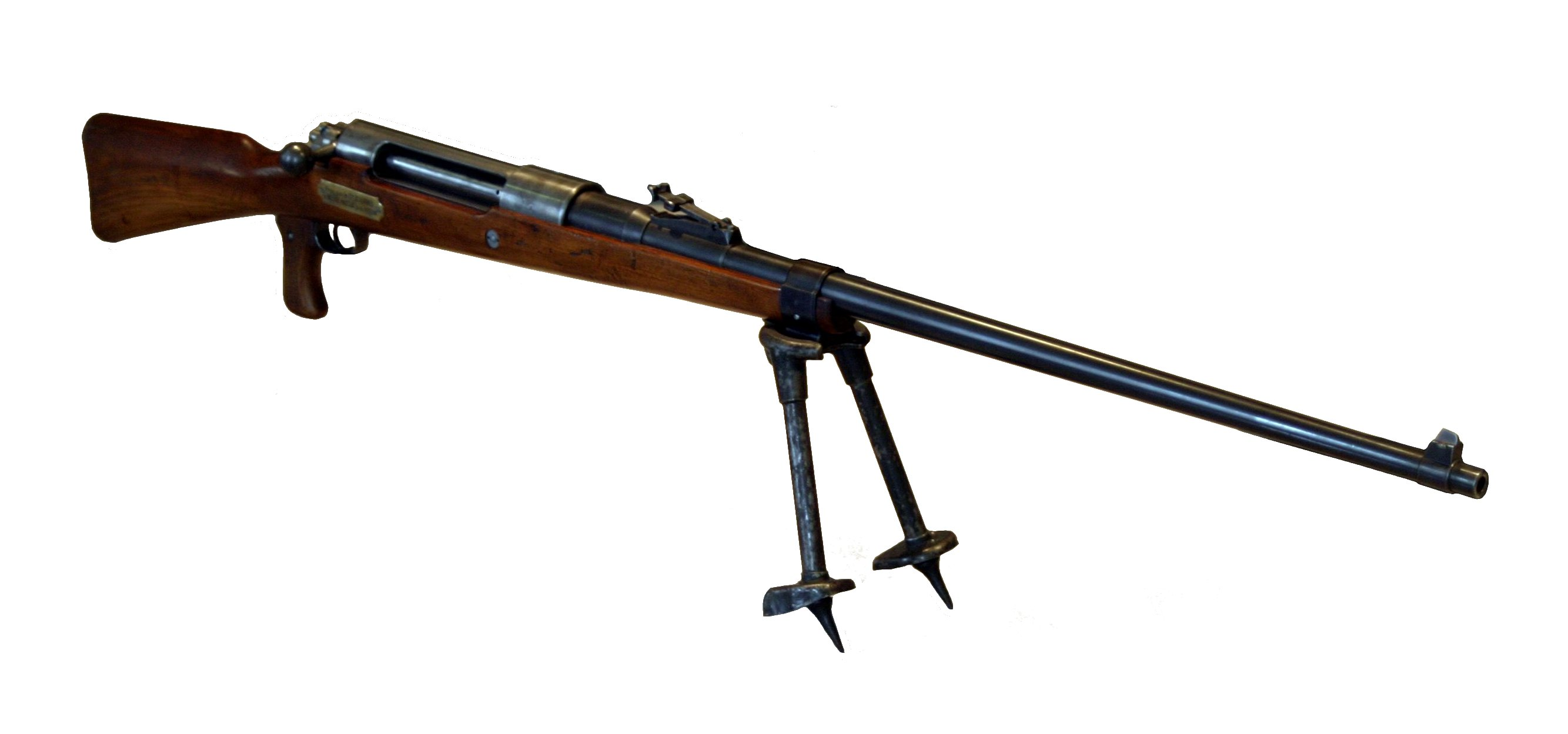
Fusil antichar allemand Tankgewehr de calibre 13,2 x 92 mm.

En 1918 est distribué aux troupes le Tankgewehr de 13,25 mm, premier fusil antichar de l'Histoire, qui ne sera finalement pas très performant. Les balles en acier tirées sur un char n'obtiennent pas toujours sa paralysie, mais très souvent sa riposte. La fin de la guerre ne permit pas la diffusion d'une mitrailleuse de même calibre, la MG 18 TuF (en) . Fut aussi utilisé le 3,7 cm Revolver Kanone, mitrailleuse lourde de type Gatling.
Autre moyen mis en œuvre pour lutter contre les chars, la grappe de grenades, ou « Geballte Ladung ». Il s'agissait, avec des grenades à manche (« Stielhandgranate »), de désolidariser plusieurs charges explosives de leurs manches, et de lier ces charges autour de celle d'une grenade entière. Ce bricolage 
s'avèrera très efficace, et fut largement utilisé lors de la Seconde Guerre mondiale.
Un autre exemple est la mine terrestre : déclinée en plusieurs versions, destinée à être enfouie pour exploser au passage du char. Il y eut aussi la mine portable, déclinée elle aussi en plusieurs versions, mais qui devait généralement être placée soit contre l'un des flancs du blindé avant de l'amorcer (elle explosait quelques secondes après), soit placée devant une des chenilles d'un char en mouvement (elle explosait sous leur poids). Plusieurs chars de prise (« Beutepanzer ») furent utilisés pour entraîner les troupes à approcher et attaquer les blindés sous le meilleur angle.
Ce conflit vit donc se développer nombre de principes et d'armes antichars, ce qui n'empêcha pas les forces allemandes de plier devant la masse de blindés alignée par l'Entente : le 18 juillet 1918 à Villers-Cotterêts, ce sont 350 chars, appuyés par 2 000 canons et 500 avions, qui éventrent leurs lignes.

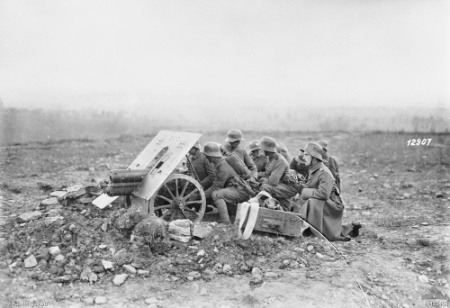
Unité antichar allemande en 1918, avec canon Skoda 75 mm Modèle 15 autrichien.
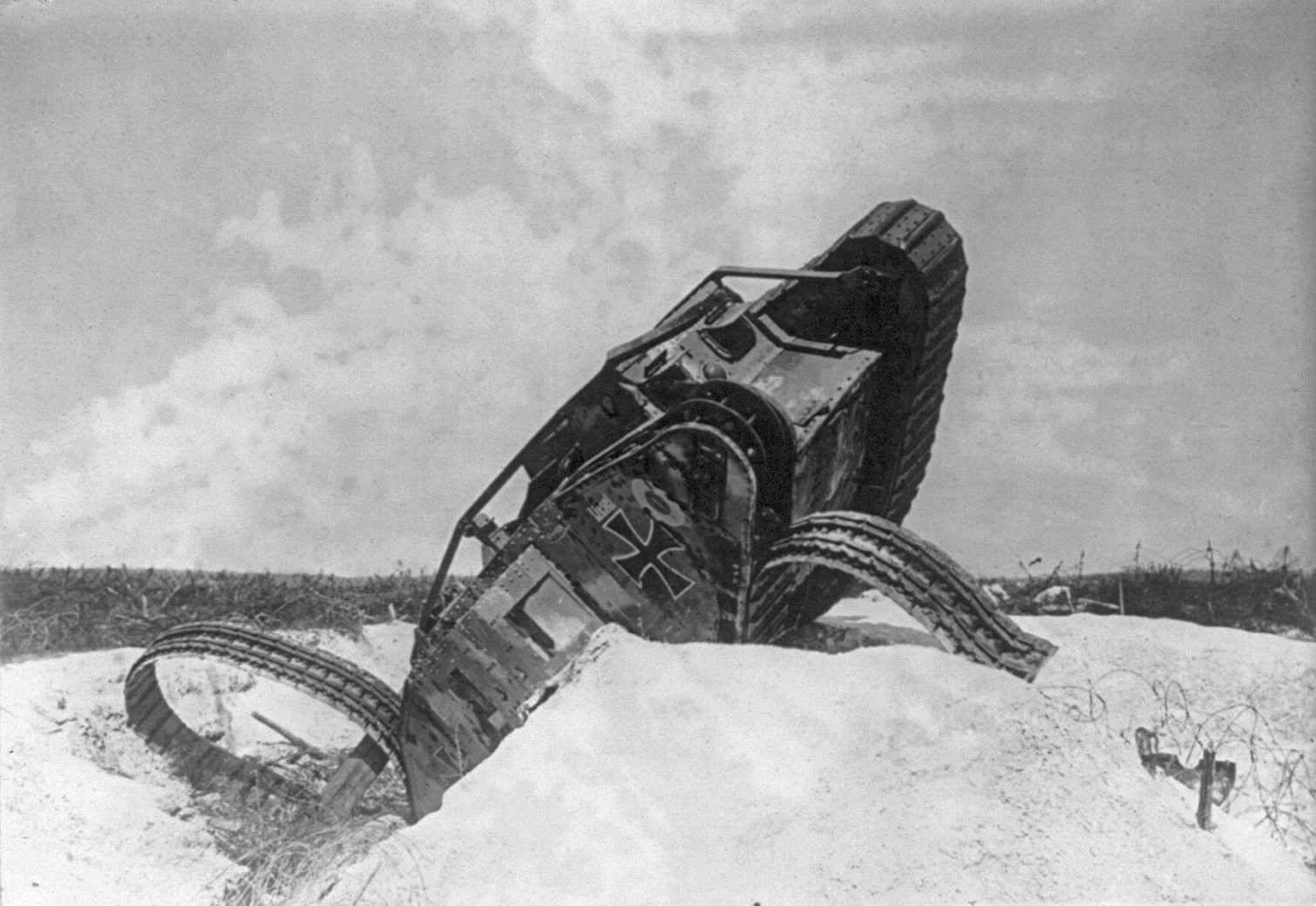
Épave d'un « Beutepanzer » (« blindé de prise ») Mark IV (vers 1919).
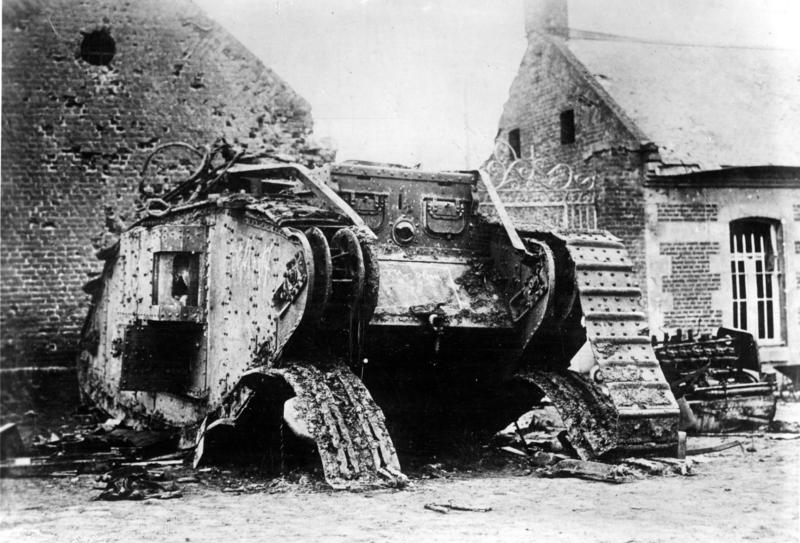
Un char Mark IV détruit, non loin de Cambrai (1917).

## Entre-deux-guerres et Seconde Guerre mondiale

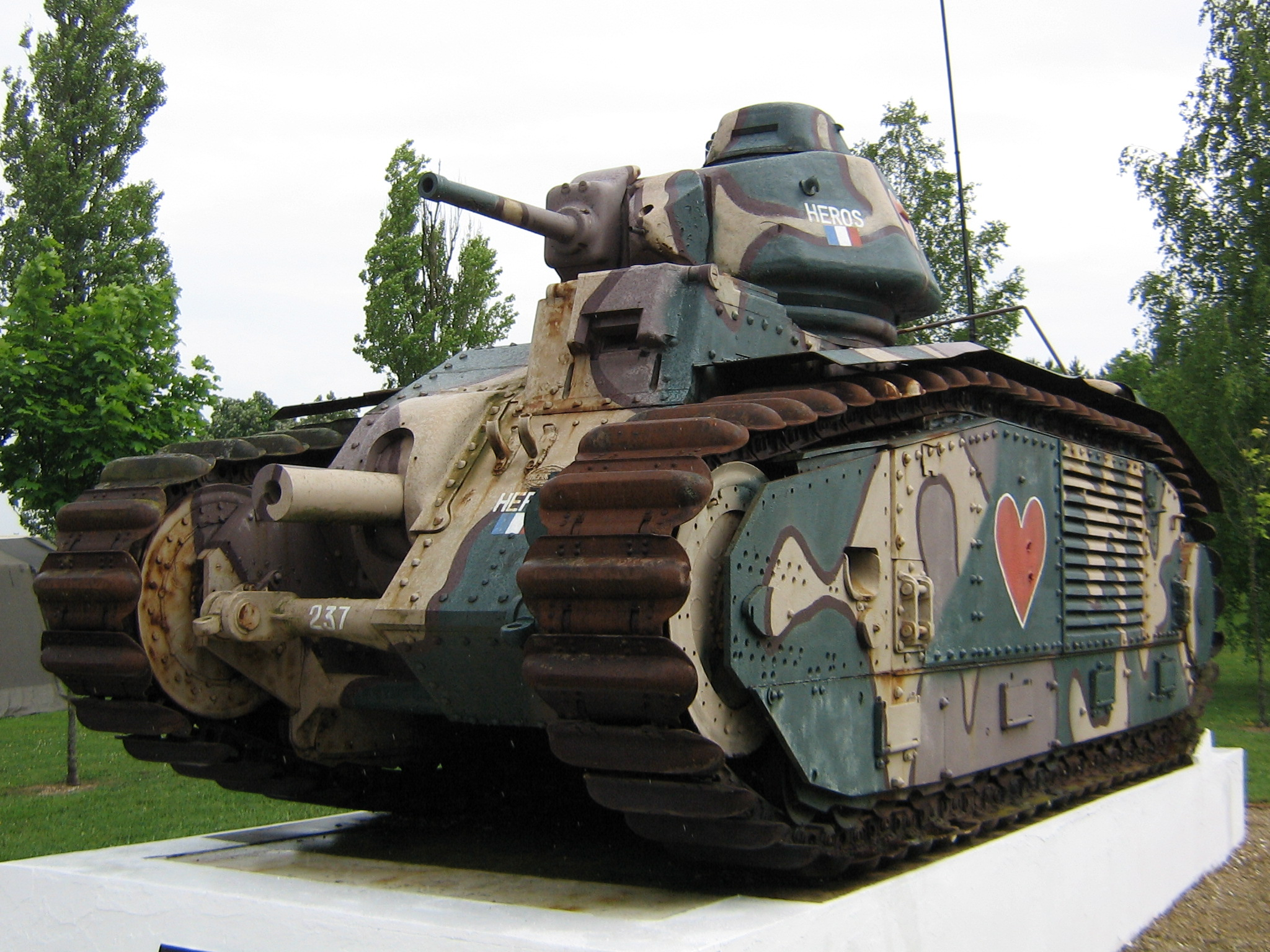
Char B1 bis.

Lors de l'Entre-deux-guerres apparurent de nouveaux modèles de chars, mieux protégés et armés, tels le FCM 2C, le Liberty, le T-35, le Matilda II, le Panzer IV Ausf. C, le Hotchkiss H35, le B1 bis ou le Type 95 Ha-Go.
Apparut aussi un nouveau concept, qui fut clairement nommé lors du Second conflit mondial « chasseur de chars »? Il s'agit d'un char sans tourelles (ou plus exactement, n'importe quelle arme antichar montée sur n'importe quel type de véhicule) doté d'un canon antichars à faible débattement intégré dans la caisse, ou dans une casemate sur son dessus. Ce principe est économique : il s'agit de produire le maximum de « chars » à moindre coût, ou de produire des véhicules de combat malgré une industrie faible. Il peut être aussi pratique : armer un châssis de char ou tout autre véhicule avec un canon, en se passant de tourelle.
Les Américains et les Britanniques produisirent des chasseurs de chars, équipés d'une tourelle armée mais peu blindée, ouverte sur le dessus, tel le M10 Wolverine.
Fin 1934, apparaît en Belgique le chasseur de chars T13, armé d'un canon de 47 mm, suivi par le T13 Type II en 1935, puis par le T13 Type III en 1937 (dont la tourelle pivotait sur 360°). Ils seront utilisés en 1940 face aux Panzer.
En 1935 en France, apparaît l'AMR Renault modèle 1935 ZT 3, dont la tourelle armée d'une mitrailleuse fut remplacée par une casemate fixe armée d'un canon antichar SA 34. Certains diront qu'officiellement c'était un véhicule de reconnaissance tout comme le Somua S-35 était officiellement une Automitrailleuse de combat (AMC). Il fut produit à 10 exemplaires.

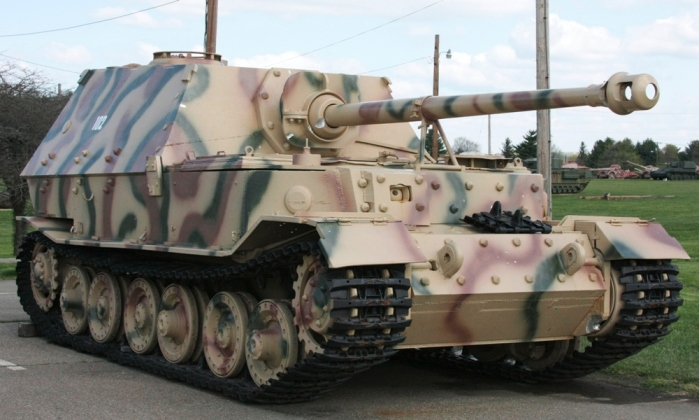
Char Jagdpanzer Elefant.

Citons quelques chasseurs de chars célèbres : l'Achilles IIC (17pdr SP Achilles (en)), le SU-85, le SU-122, le SU-152, l'ISU-122, le ZiS-30, le M10 Wolverine, le T48 Gun Motor Carriage, le M36 Jackson, le Marder II, le Jagdpanzer Elefant ou le StG III Ausf. G .
Rien de plus en ce qui concerne la lutte antichar pendant l'entre-deux-guerres et le début du conflit, qui se limite plus ou moins à ce qui se fit lors de la Der des Der , les matériels étant seulement améliorés. Ainsi, en exemples, apparurent les canons antichar 47/32 M 35 et 47 mm mle 1937, les fusils-antichar PTRS-41, Solothurn S-18/100 (de), Boys Mk II et wz.35; les canons montés sur véhicules à roues tels le « 8,8 cm Flak 18 (Sfl.) auf Zugkraftwagen 12t (Sd.Kfz. 8) », surnommé « Bufla », ou encore le Laffly W15 TCC ; les mines terrestres, telle la Tellermine 35. Notons tout de même deux nouveautés : la première utilisation du cocktail Molotov lors de la Guerre d'Espagne, qui se fit contre des chars T-26 ; l'utilisation par l'URSS de chiens antichar, idée qui émergea là-bas avant 1939.
Une invention va cependant faire du bruit : la charge creuse, dont le principe est connu depuis 1888 sous le nom d'« effet Munroe ». En août 1940, entrait en service la grenade à fusil britannique no 68 (No. 68 AT grenade (en)), susceptible de percer 52 mm d'acier. Elle fut la première munition antichar HEAT à être utilisée.
Cette invention est une révolution : une faible charge creuse dans une grenade ou un obus permet de percer plusieurs centimètres de blindage. Un fantassin est susceptible de détruire un char. Autant dire que tous les belligérants de ce conflit abusèrent de l'utilisation de cette nouveauté technique, et que le blindage des chars pris de l'épaisseur. Reste tout de même le problème de l'utilisation de la charge creuse dans un obus tiré à grande vitesse initiale : lorsque ce dernier frappe le métal, la charge s'écrase et ne perce pas le blindage. Il faudra attendre l'après-guerre pour résoudre ce problème et, en attendant, les obus HEAT ne pourront être utilisés que par des canons tirant à faible vitesse initiale. Nouveau problème : si le tir n'est pas « tendu », s'il est lent, sa trajectoire est courbe et il perd de sa précision.

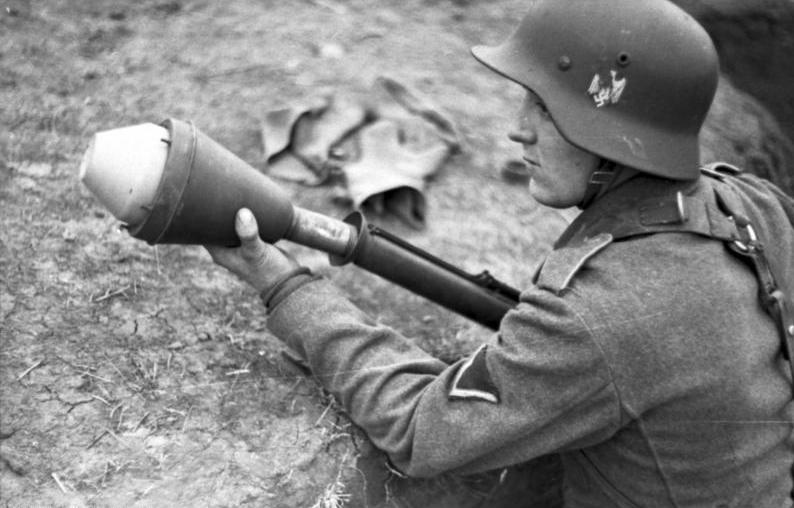
Soldat allemand équipé d'un Panzerfaust.

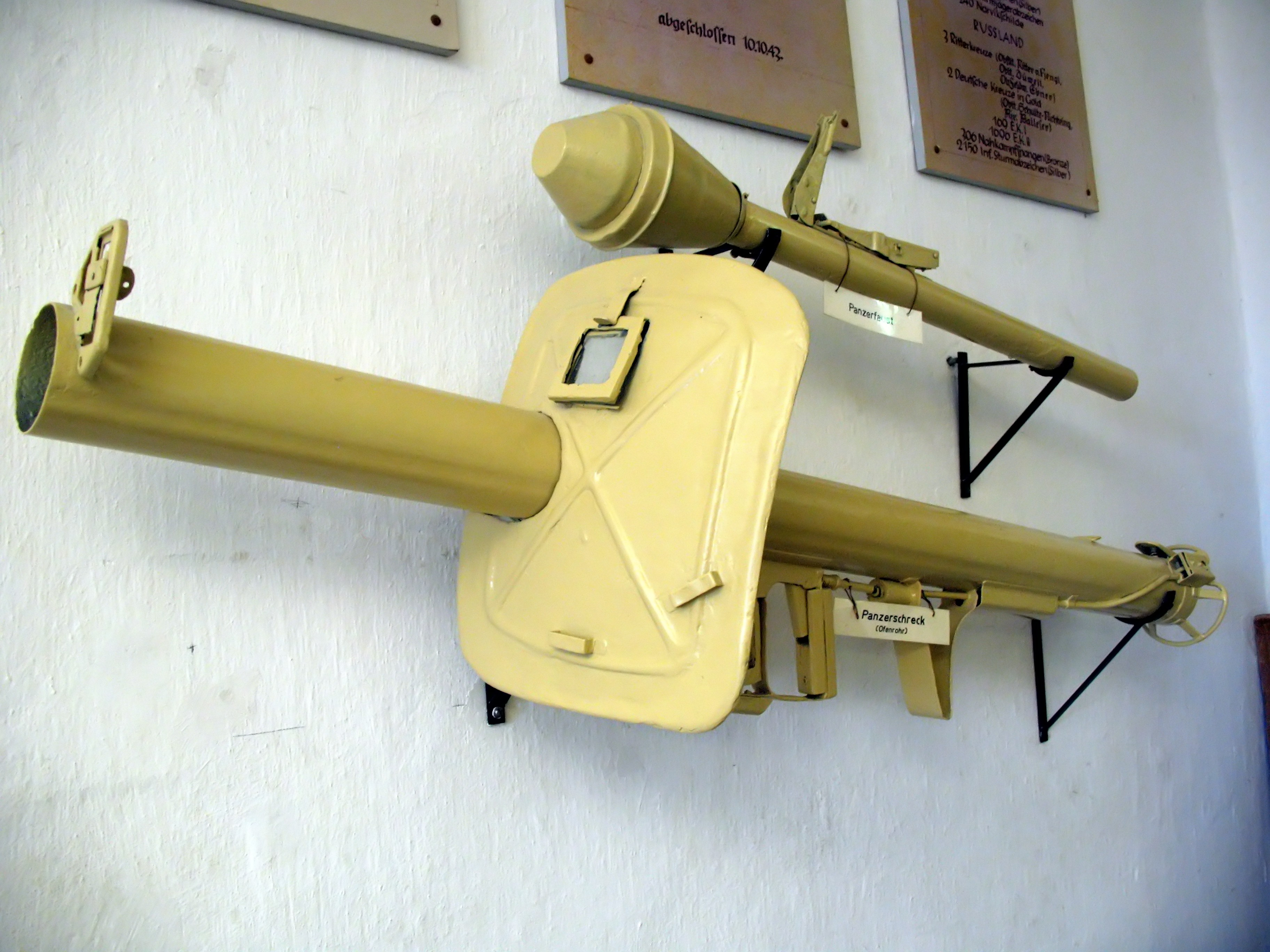
Un Panzerschreck en dessous d'un Panzerfaust.

- Lors de ce conflit les obus à charge creuse furent utilisés, mais par des pièces d'artillerie à lente vitesse initiale, montées sur véhicules ou non, et leur rôle ne sera pas la lutte antichar, mais elles utiliseront les obus HEAT en dernier recours, si elles sont prises à partie par des blindés à faible distance. Un exemple : le Sturmpanzer IV qui pouvait tirer des obus à charge creuse, mais qui, vu son physique, n'avait certainement pas vocation à être un tueur de chars.
- Les blindages prennent de l'épaisseur, et les obus des canons antichars doivent gagner toujours plus de vitesse initiale pour espérer les percer. Dans les derniers mois de cette guerre apparut chez les britanniques un tout nouveau projectile, l'Obus flèche[8], qui n'est pas encore parfaitement au point à cette époque, mais qui battra par la suite des records de vitesse et de précision.
- Le principe de la charge creuse sera principalement utilisé pour les armes d'infanterie. Les ingénieurs européens et américains rivaliseront d'ingéniosité pour créer des armes légères utilisant l'« effet Munroe ». Citons les plus connues : le PIAT ; la mine magnétique Hafthohlladung, dont le modèle 3.5 était susceptible de pénétrer jusqu'à 180 mm d'acier ; le Leuchtpistole 42 (en), pistolet dont la munition HEAT pouvait percer 80 mm de blindage ; le Panzerfaust ; le Puppchen ; le Panzerschreck ; le RPG-43 ; le Bazooka ; la Mine lunge.

Revenons aux canons antichars, privés de charge creuse, et qui doivent se débrouiller autrement : plus la vitesse initiale d'un obus est importante, et mieux sera percé un blindage. Il en va aussi pour le calibre de l'obus : plus il est important, mieux c'est. Les canons seront donc obligés de prendre du poids pour tirer de gros obus, au moins jusqu'à la limite de ce que peuvent manipuler les servants.

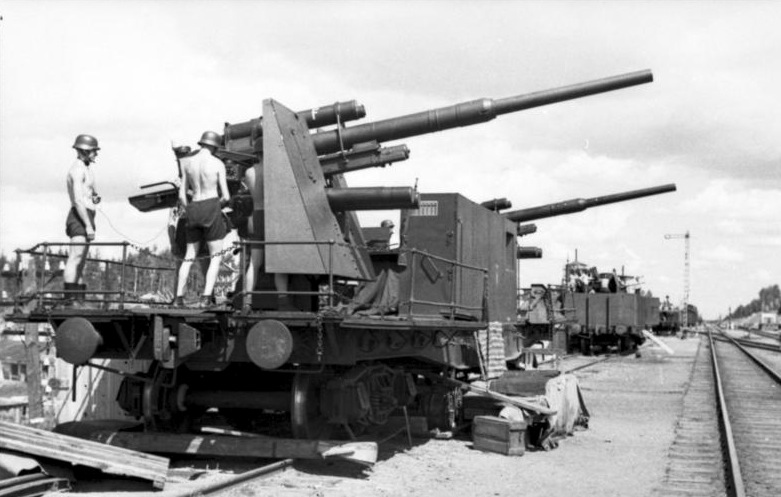
Des canons de 88 installés sur des wagons de chemin de fer comme défense aérienne.

Citons les canons antichars les plus connus, en commençant par une arme antiaérienne qui se révèlera occasionnellement performante dans la destruction des chars : le légendaire « 88 » (v/i = 820 m/s). De nombreuses fois il renversa des situations dramatiques pour les Landsers (de) assaillis par des essaims de chars russes ou britanniques en Afrique.
Depuis l'Entre-deux-guerres, les canons antichars tractés étaient généralement modifiés en usine pour devenir l'arme principale des chars, le pire ennemi d'un char devenant un autre char. Le « 88 » fut celle du non moins légendaire Tigre I. Lui succéda en 1943 le 8,8 cm PaK 43 (v/i = 1 030 m/s) qui arma le Nashorn, le Tigre II et le Jagdpanther. À la fin du conflit apparut le 12,8 cm PaK 44 (de), qui ne fut produit qu'à une cinquantaine d'exemplaires, sa manipulation étant extrêmement difficile à cause de son poids. Sa vitesse initiale était inférieure au « Pak 43 », mais le poids de son obus compensait cela. Il arma le Jagdtiger.
En 1939, les Italiens adoptèrent le canon antiaérien de 90 mm 90/53 Mod.1939 (v/i = 850 m/s). Très similaire au « 88 », ils l'utilisèrent occasionnellement contre les blindés. En 1941 apparurent le 90/53 su Breda 52 (it) et le 90/53 su Lancia 3Ro (it), utilisés en mixte antiaérien/antichar. En 1942, apparut le Semovente 90/53.
En 1944, les soviétiques adoptèrent le canon tracté BS-3  (v/i = 900 m/s) ; en 1945, le SU-100, armé d'un canon de 100 mm (D-10 tank gun) affichant une vitesse initiale de 1 000 m/s.

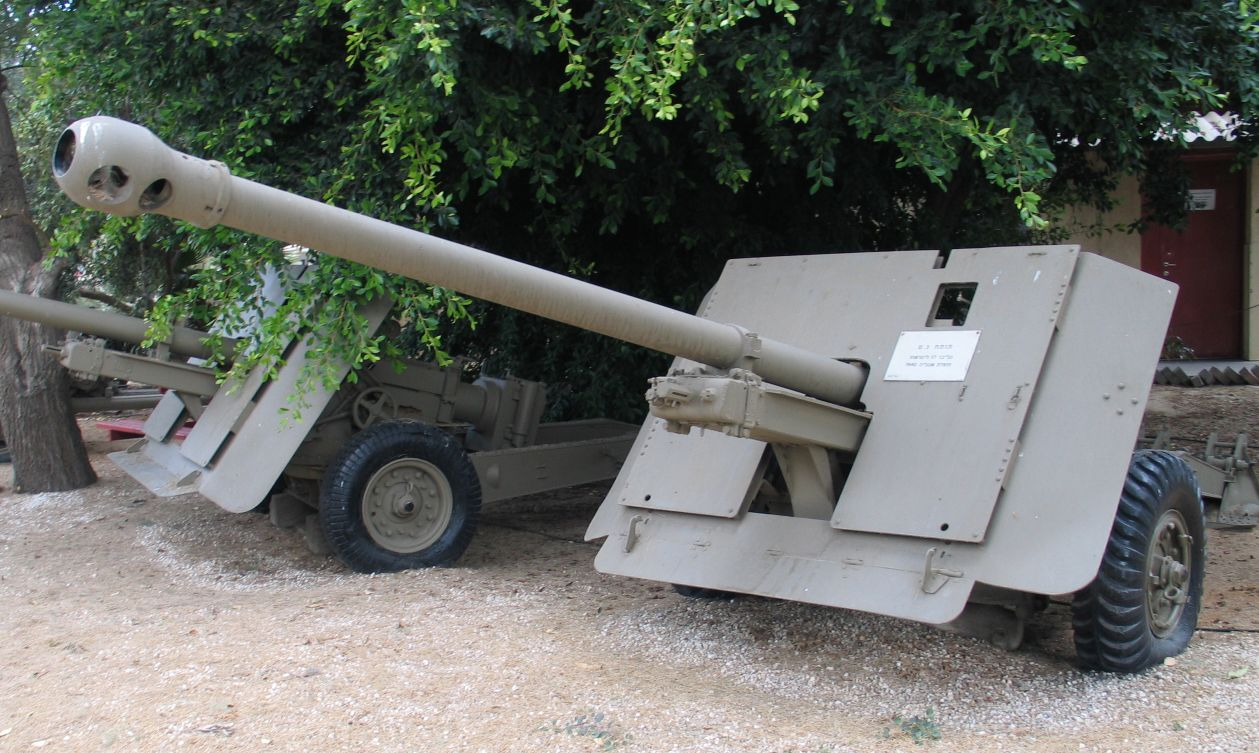
L'Ordnance QF 17 pounder.

Le meilleur canon antichar du conflit fut cependant anglais, malgré le fait qu'il soit presque totalement oublié aujourd'hui : l'Ordnance QF 17 pounder de 76,2 mm. La vitesse initiale de ses obus était de 1 204 m/s, sa capacité de perçage supérieure au « Pak 43 ». Il arma le chasseur de chars Archer, le char Sherman Firefly, puis le Comet, quoiqu'il fût raccourci pour cela (sa munition aussi), lui faisant perdre de sa puissance. Puis il arma la première version du char Centurion apparut après-guerre. Le point négatif de ce canon fut qu'il ne tirait pas d'obus explosifs.
Un grand nombre de modèles de canons antichars furent utilisés lors du Second conflit mondial, mais afin de visualiser la progression des calibres et des vitesses, il faut revenir aux matériels allemands, les plus documentés : en 1936 le PaK 36 de 37 mm (v/i = 762 m/s) (il adopta en 1942 la Stielgranate 41) ; en 1940, le PaK 38 de 50 mm (v/i = 835 m/s) ; en 1941, le PaK 40 de 75 mm (v/i = 933 m/s) ; en 1943, le PaK 43 de 88 mm (v/i = 1 030 m/s).
En 1941 apparut le 2,8-cm sPzB 41, premier canon antichar à tube conique dont l'obus à pointe en tungstène filait à 1 372 m/s. Il fut suivi du 7,5-cm Pak 41 (1 220 m/s). Leurs productions furent anecdotiques, le tungstène étant une rareté.
Citons aussi le canon sans recul qui fut peu utilisé : ses munitions étaient à charge creuse ou conventionnelles. Ses capacités antichars étaient correctes, mais il cumulait les défauts : chaque tir consommait beaucoup de poudre ; le système n'était pas fiable ; la précision des tirs incertaine. Après-guerre le principe fut amélioré, et plusieurs de ces types d'armes furent alors utilisés (M40; B-10; BzK vz.59 A).
L'aspect de la lutte antichar fut primordial lors de ce conflit, les batailles en Europe et en Afrique reposant principalement sur l'utilisation des blindés. Pour s'en faire une idée et bien visualiser l'âpreté des combats, calculons seulement le nombre des chars soviétiques les plus connus de cette guerre, en ignorant les chasseurs de chars : plus de 12 000 T-26 ; environ 5 900 BT-7 ; 84 070 T-34 à l'arrêt de sa production en 1958 ; 5 574 KV-1 ; plus de 3 000 JS ; soit un total d'environ 110 500. Lors de la Bataille de Berlin, en 17 jours, du 16 avril au 2 mai 1945, environ 2 000 de ceux-ci furent détruits.

## Avions antichars de la Seconde Guerre mondiale
Les avions antichars de la Seconde Guerre mondiale furent performants et légendaires.

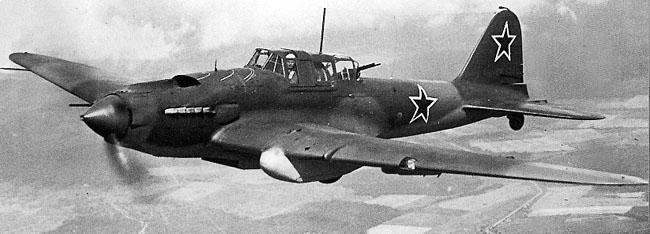
Un Iliouchine Il-2 Chtourmovik.

Le premier d'entre eux fut l'Iliouchine Il-2 Chtourmovik soviétique, apparu en 1939. Staline dit de cet avion « qu'il était aussi important pour l'Armée rouge que l'air qu'elle respire et le pain qu'elle mange ». L'appareil n'était pas à proprement parler exceptionnel, mais il fut le premier à utiliser des roquettes air-sol, dont une version à charge creuse.
Les britanniques reprirent le principe avec le Hurricane Mk. IV, produit à seulement une centaine d'exemplaires, portant sous ses ailes huit roquettes de 27,1 kg. Puis furent utilisés le Hawker Typhoon et le Hawker Tempest, chasseurs-bombardiers efficaces.
Ce qui différencie réellement à cette époque un avion d'attaque au sol d'un avion antichar, c'est la possibilité pour ce dernier d'utiliser des roquettes à charge creuse. Exception faite avec la Luftwaffe qui préférait traiter les chars avec des canons plutôt qu'avec des roquettes moins précises.
En 1942, la Luftwaffe mit en service le Henschel Hs 129, armé de deux canons de 20 mm, ce qui se révéla insuffisant. Ils furent remplacés par un canon de 30 mm, puis par un de 37 mm, puis par un de 75 mm. En 1943 apparut le Junkers Ju 87 G, armé d'un canon de 37 mm sous chaque aile. Cet appareil fit un massacre de chars russes, attaqués par l'arrière au niveau des moteurs. À lui seul, Hans-Ulrich Rudel en afficha un score de 519, la plupart détruits avec ce modèle d'avion. À la fin du conflit, Rudel utilisa un Focke-Wulf 190, qui détruisait les chars grâce à une bombe de 250 kg fixée sous son fuselage.
Les Italiens et les Japonais n'utilisèrent pas de roquettes air-sol, ni d'avion destiné à la lutte antichar. Dans le domaine de la lutte antichar ils furent très pauvres et le payèrent cher. Si on peut citer quelques matériels valables, comme le canon mixte de 90 mm Italien, ceux-ci furent produits à peu d'exemplaires, pour cause d'industries nationales faibles.
Les États-Unis utilisèrent des chasseurs, tous entrés dans la légende, armés de roquettes :
- le P-47 Thunderbolt, qui en portait 6 de 69,8 mm sous voilure[17] ;
- le P-38 Lightning, qui en portait 10 de 127 mm[18] ;
- le P-51 Mustang, qui en portait 6 de 127 mm[19],[20].

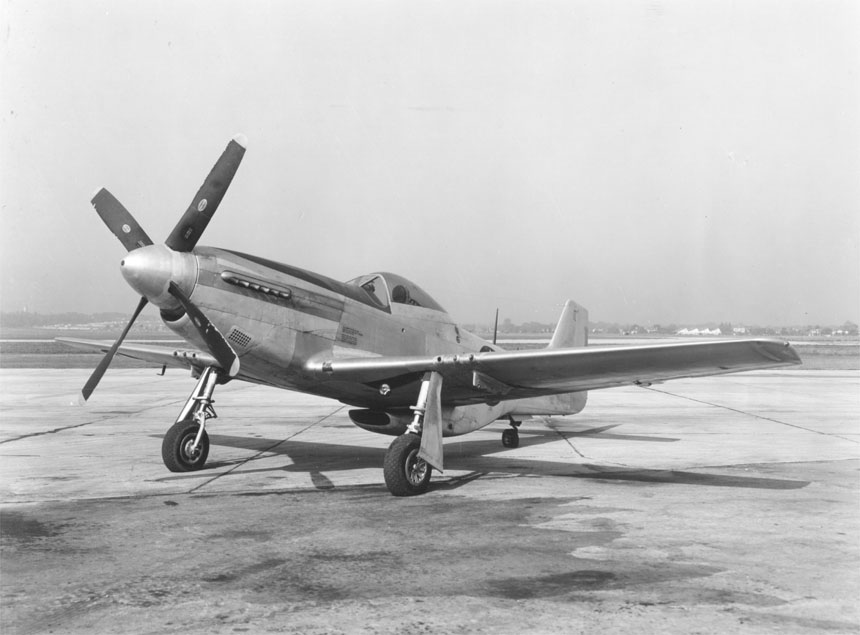
P-51 Mustang.
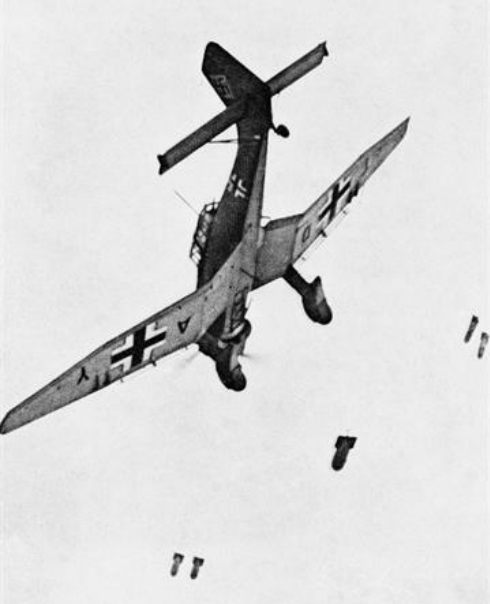
Junkers Ju 87 Stuka.

## Époque contemporaine

### Amélioration des matériels et coûts
Passée la Seconde Guerre mondiale, les puissances font le bilan des combats et en tirent des conclusions :
- Dans les armées dites « modernes », les canons antichars tractés sont abandonnés car trop vulnérables. Cependant, une partie des stocks produits sont vendus ou cédés à de nombreux pays sous-développés et utilisés pendant plusieurs décennies.
- Les matériels antichar d'infanterie continuent leur développement jusqu'à nos jours, tels les lance-roquettes (RPG-7 ; RPG-28 ; M72 LAW ; LRAC F1 ; Panzerfaust 3; MATADOR, etc.).
- Bien que le principe fut étudié dès la Seconde Guerre mondiale (Panzerabwehrrakete X-7 Rotkäppchen, ou plus simplement Ruhrstahl X-7[21]), il faut attendre la fin des années 50 pour qu'apparaisse un missile antichar fiable, capable de frapper à des distances plus importantes que les roquettes. Les pionniers en ce domaine furent les ingénieurs français avec la mise au point du Nord SS.11.
- Les chars et autres véhicules blindés bénéficient des avancées technologiques du moment : alliage des métaux ; blindage réactif ; électronique ; obus flèches ; vision infrarouge, etc.
- Le « chasseur de chars », char sans tourelle armé d'un canon à faible débattement (AMX-50 Foch[22] ; Jpz 4-5 ; Stridsvagn 103), continue un temps à être développé et utilisé mais est ensuite abandonné. Cependant des canons sans recul, des lance-roquettes ou des missiles sont installés sur toute sorte de véhicules, tels les BRDM 2P27 et BRDM-2, les Hotchkiss M201 SS.11 et Hotchkiss M201 ENTAC, l'AMX-13 T75 mm SS-11 ou encore l'Humvee M1036 TOW.
- S'il est toujours possible de spécifiquement armer des avions pour lutter contre les chars, leur vitesse en vol ne permet que très rarement un tir précis, surtout sur des cibles mobiles. Aussi, dès la guerre d'Algérie fut utilisé l'AS.11 sur des hélicoptères Alouette II. À défaut de véhicules blindés dans l'armée FLN, ces missiles furent utilisés contre d'autres objectifs, principalement à détruire les grottes utilisées comme refuges ou bases militaires par les « combattants »[23]. En 1967, lors de la guerre du Viêt Nam, apparut le AH-1 Cobra, qui lui aussi avait des capacités antichar, mais qui faute de nombreux véhicules blindés chez les Viêt-Congs traita lui aussi d'autres cibles. En 1972, les soviétiques dévoilent l'hélicoptère d'assaut Mil Mi-24, pouvant être armé de quatre missiles AT-2 Swatter (9M17 Fleyta (en)), puis AT-6 Spiral. Dans les armées des grandes puissances, l'hélicoptère de combat antichar est aujourd'hui considéré comme essentiel. Deux exceptions : le Fairchild A-10 Thunderbolt II, évoluant à la vitesse maximale de 706 km/h, est un avion d'attaque au sol et une excellente plateforme de lutte anti-blindés[24]; de même pour le Soukhoï Su-25SM3 évoluant à une vitesse maximale de 950 km/h[25].

Les missiles antichars, air-sol ou sol-sol, sont capables aujourd'hui de frapper jusqu'à des distances avoisinant les 2 000 m (Milan ; GAM-100 ; Javelin, etc.) ; 3 000 m pour le Milan ER ; 4 000 m pour le TOW ; 5 000 m pour le MMP ; 8 000 m pour le Kornet-EM (9M133 Kornet) ; 10 000 m pour le 9M120 Ataka-V et le HJ-10. A contrario, les véhicules blindés ne restent pas sans défense, et peuvent bénéficier de systèmes sophistiqués, tel l'Arena.
Revers de ces progrès, la hausse constante du coût des matériels. Ne serait-ce que pour les chars : 11,8 millions de Francs (1,8 million d'euros) en 1966 pour un AMX-30 ; 5,3 millions de dollars en 2006 pour un M1 Abrams, 7,5 pour sa variante de 2012 ; 7,4 millions d'euros en 2020 pour un Leclerc.

### Interrogations sur la lutte antichar aujourd'hui
(juin 2023).
Qui peut dire à quoi ressemblerait aujourd'hui une guerre entre deux puissances (Chine, Russie, Union européenne, États-Unis) . La Guerre du Kippour du 6 au 25 octobre 1973 vit les dernières grandes batailles de chars : 7482 engagés lors des combats, pour un total de 3363 pertes officielles, obtenues diversement (sans compter les autres véhicules blindés). Aujourd'hui, un pays a-t-il les capacités financières, les ressources et le potentiel industriel pour fournir à l'infini à ses armées en guerre les armes les plus abouties, à défaut de mettre à genoux rapidement son ennemi ? Car sans matériel ultra-moderne, et donc dans les faits très coûteux, comment détruire un ZTZ-99, un K2, un Armata, un Challenger 2, ou encore un Merkava 4 ?

## Liste des moyens de lutte antichars

### Installations fixes ou mobiles
Liste non-exhaustive
- Barrière Cointet
- Cheval de frise
- Dent de dragon
- Hérisson tchèque

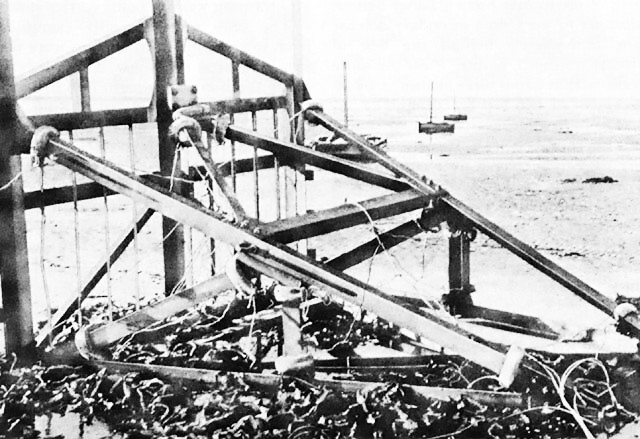
Barrière Cointet.
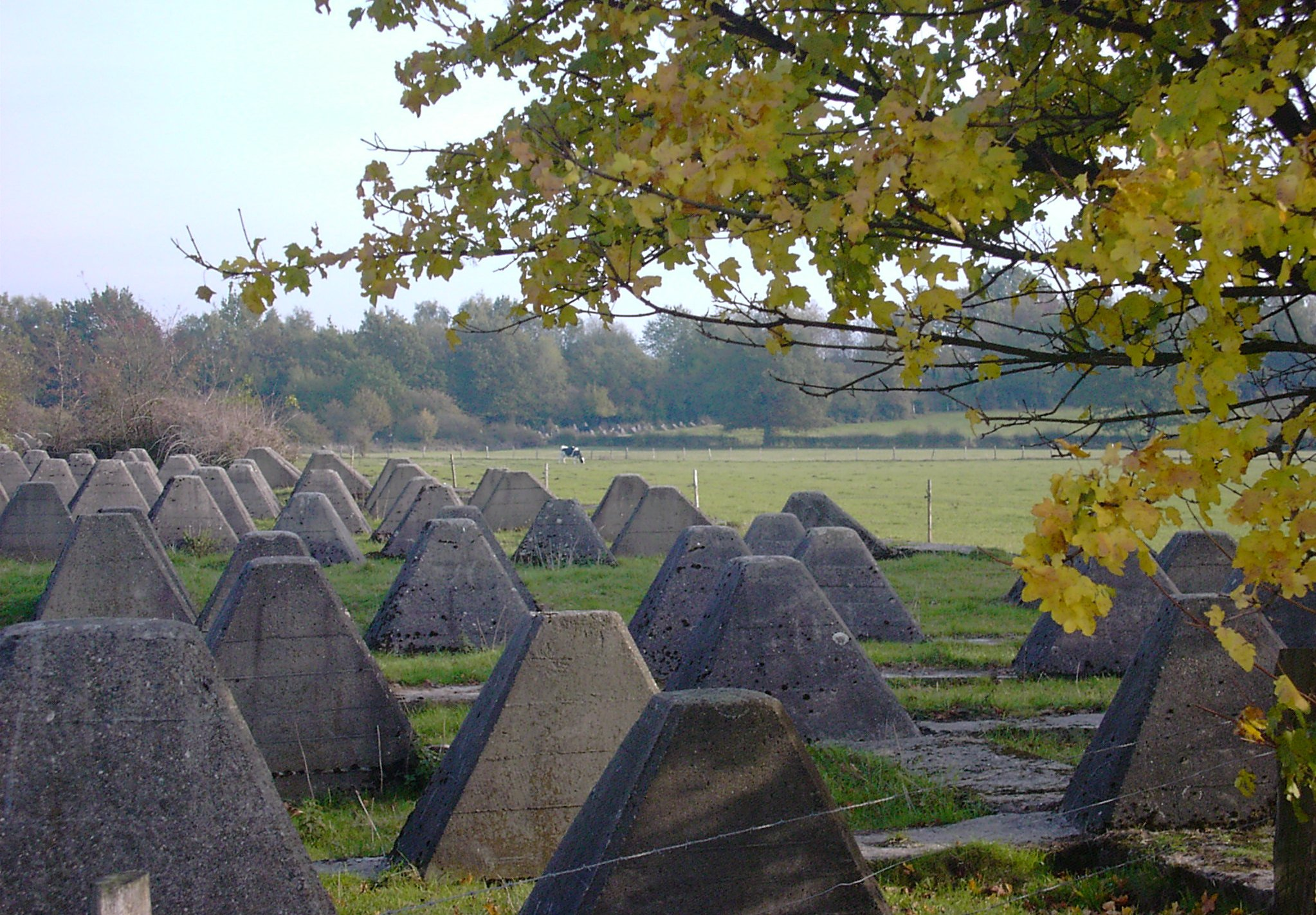
Des dents de dragons.
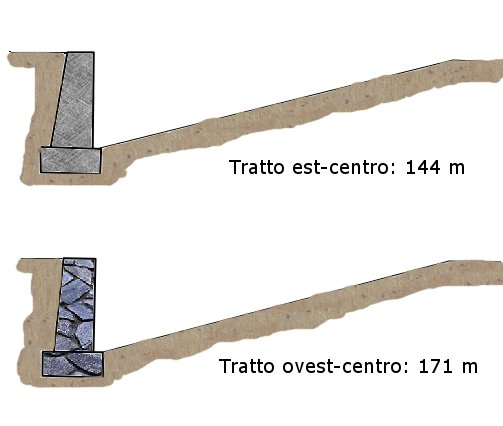
Profil d'un fossé antichar.
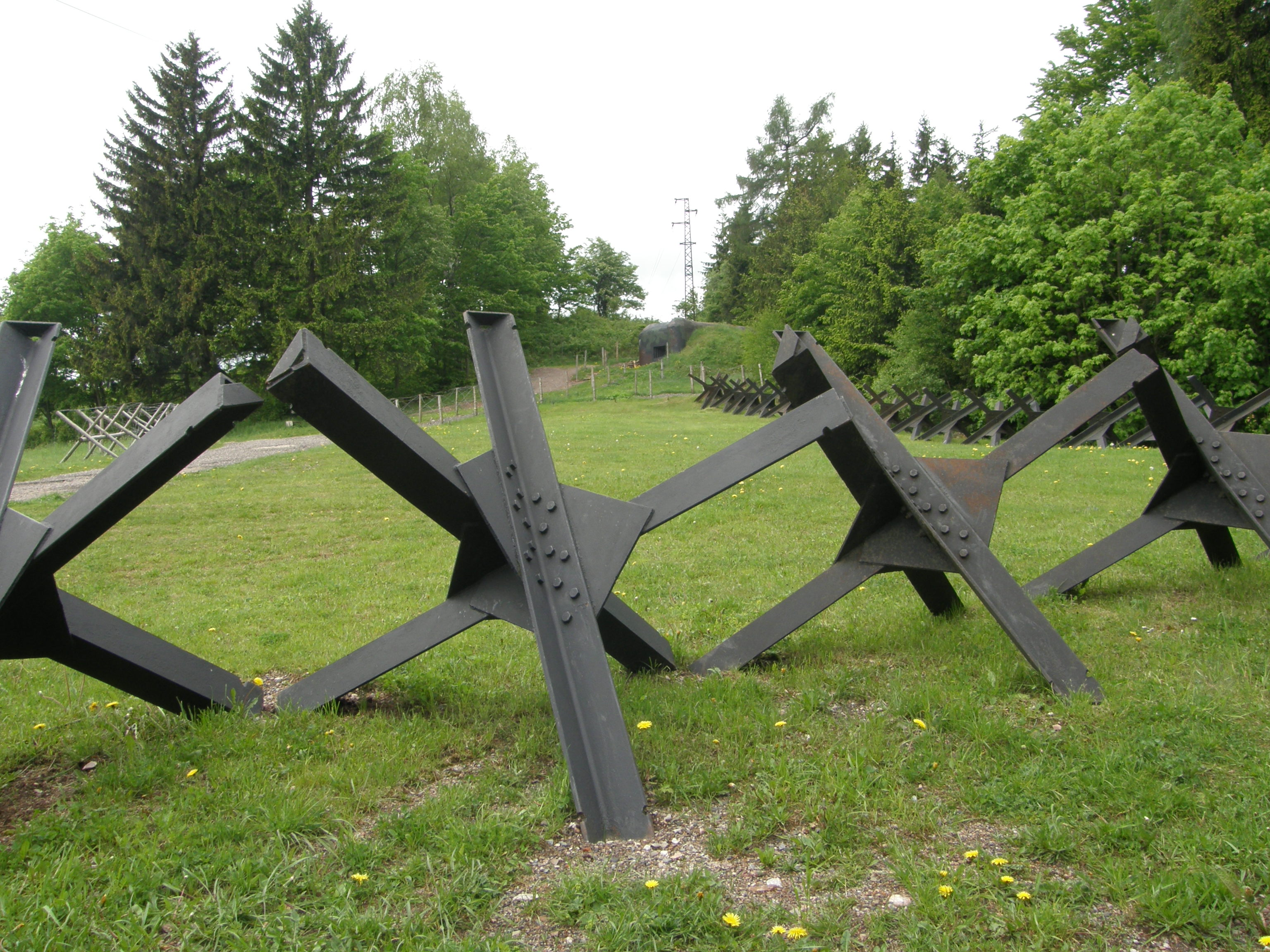
Des hérissons tchèques.

### Principes des systèmes, munitions et armes individuelles
Liste non-exhaustive
- Fusil antichar (principe)
- Canon antichar (principe)
- Charge creuse (principe)
- Cocktail Molotov (principe + arme)
- Lance-roquettes (principe)
- Bazooka (arme)
- Panzerschreck (arme)
- Tube roquette 58/80 (arme)
- Panzerfaust (arme)
- Missile antichar (principe)
- Mk 153 SMAW (Mk 153 Shoulder-Launched Multipurpose Assault Weapon (en)) (arme)
- Munition antiblindage (principe)
- Pénétrateur à énergie cinétique (principe)
- High Explosive Anti-Tank (principe)
- Munitions pour mortier ou lance-mine, guidées et de précision à tête chercheuse infrarouge, pour le tir indirect, telle le Strix (principe)
- Lahti L-39 (arme)

### Chasseurs de chars
Liste non-exhaustive

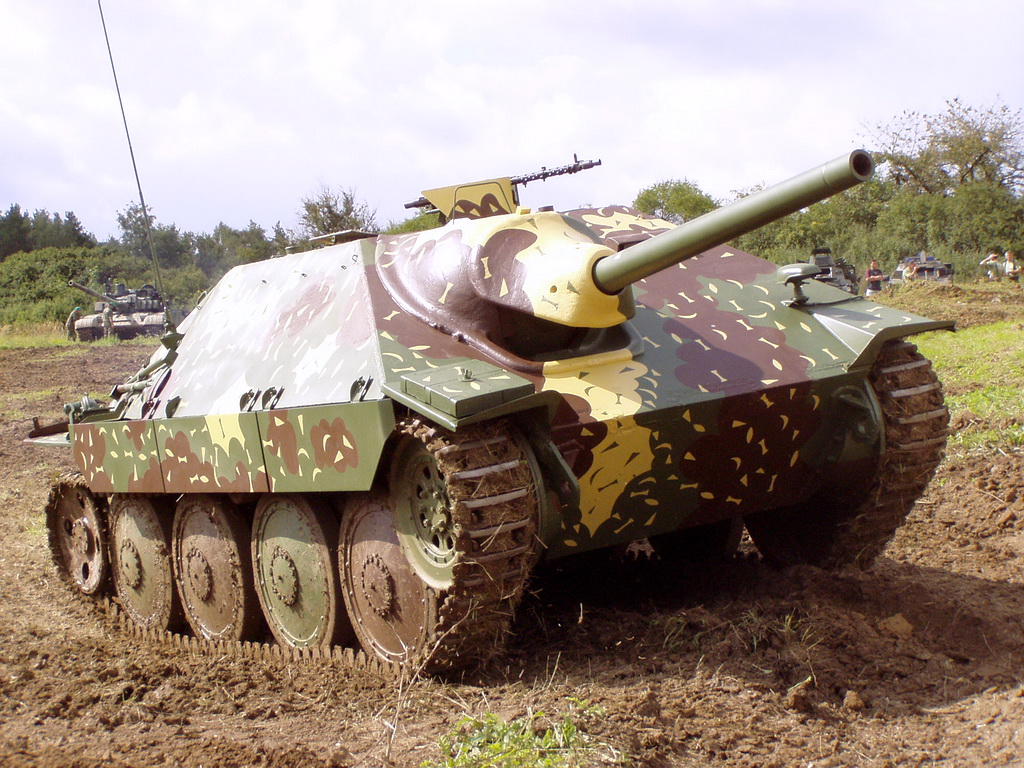
Jagdpanzer « Hetzer ».
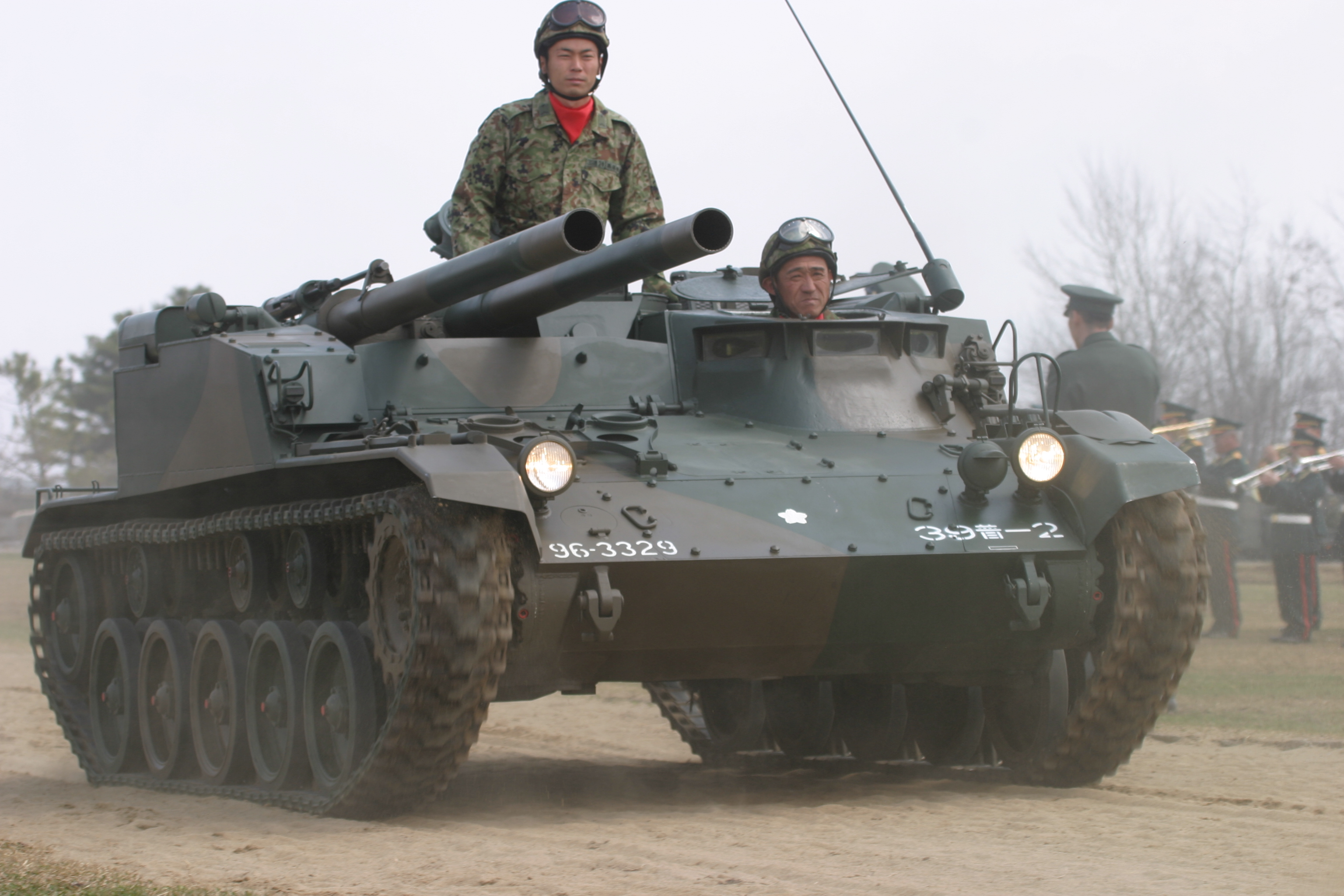
Char Type 60.
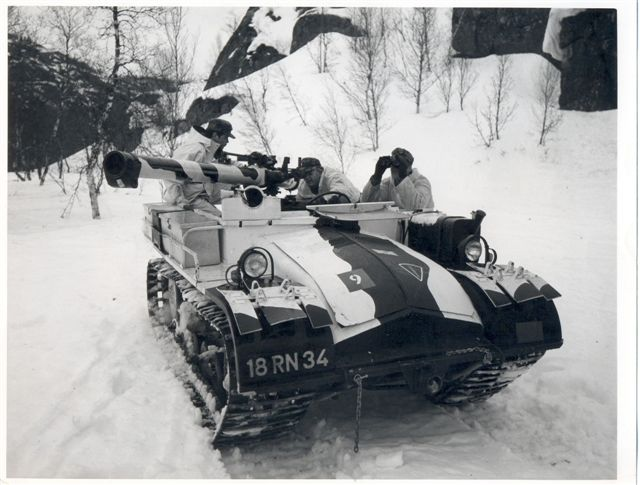
L6 Wombat (tr).
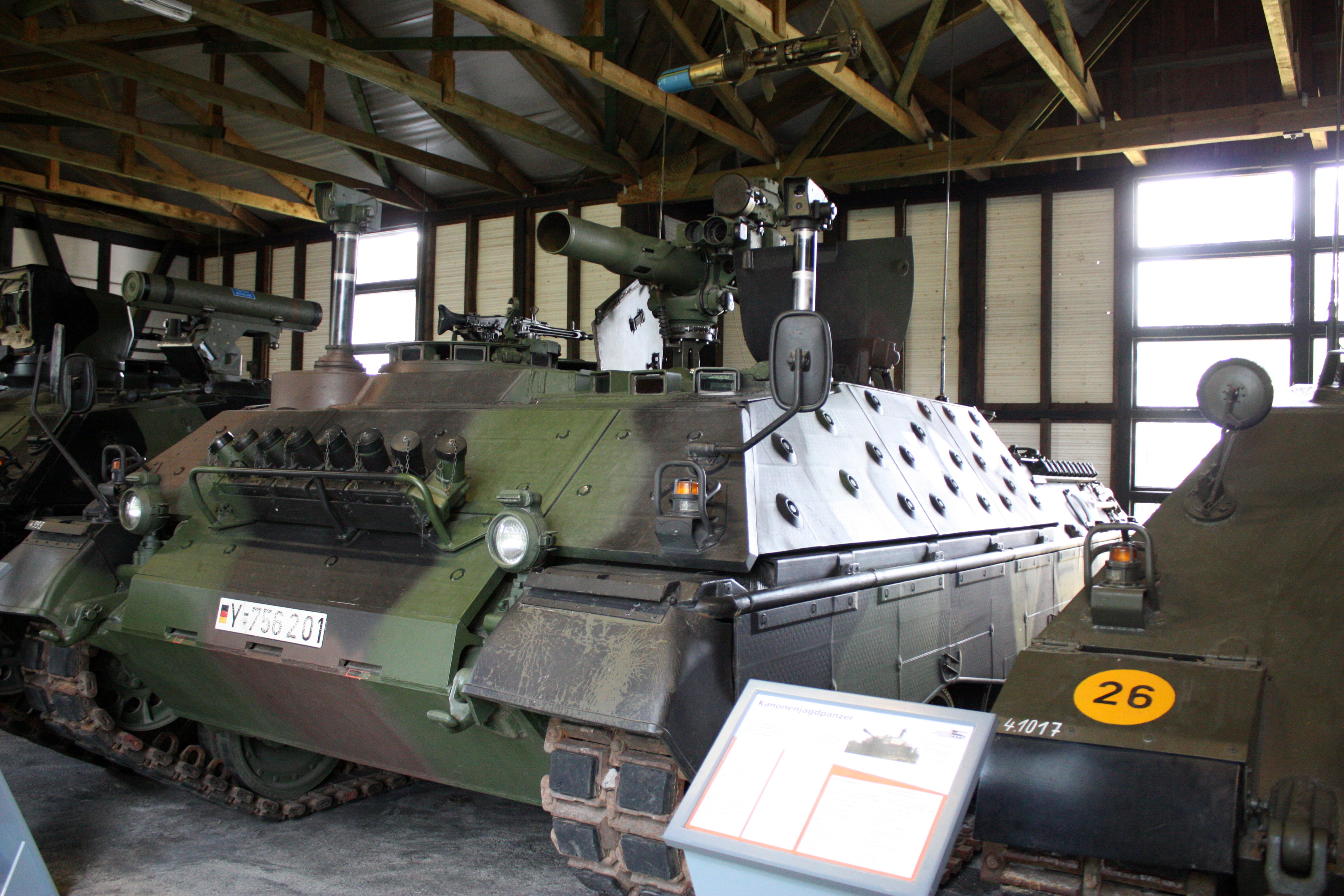
Jaguar 2 (en) ; Musée allemand des Blindés de Munster, Allemagne, 2010.

### Aviation et hélicoptères antichars
Liste non-exhaustive
- Henschel Hs 129
- Fairchild A-10 Thunderbolt II
- Bell AH-1 Cobra
- AH-64 Apache